# ضفدع التأتأة
ضفدع التأتأة (الاسم العلمي Mixophyes balbus)، حيوان قازب من فصيلة الضفادع الأرضية الأسترالية. موطنه أستراليا، يعيش في الغابات المطيرة. يمكن أن يصل طوله إلى 80 ملم.